# Церковь Святой Троицы и базилианский монастырь (Вильнюс)
Це́рковь Пресвято́й Тро́ицы и базилиа́нский монасты́рь, Троицкая церковь, Базилианская церковь — действующий греко-католический храм во имя Пресвятой Троицы (богослужения ведутся на украинском и белорусском языках) и бывший базилианский монастырь в Вильнюсе; ансамбль зданий с чертами архитектуры готики, барокко, классицизма и историзма, памятник архитектуры и истории. Располагается в южной части Старого города, неподалёку от Острой брамы и расположенного на противоположной стороне улицы Свято-Духова монастыря. Адрес: улица Аушрос Варту, 7б (Aušros Vartų g. 7b).
Ансамбль образуют церковь Святой Троицы, массивная четырёхугольная колокольня, два монастырских здания в несколько корпусов и пышные барочные ворота с двумя арочными проездами. Два корпуса бывшего мужского монастыря с проездом в ограде и не относящиеся к ансамблю здания с восточной стороны окружают большой двор мужского монастыря, в центре которого стоит храм, а в северной стороне — колокольня. Здание бывшего женского монастыря расположены в северной части ансамбля, его корпуса образуют два меньших двора, а один из корпусов своими стенами выходит на улицу Аушрос Варту. На улицу выходят ворота, расположенные в северо-восточной части ансамбля. За воротами находится небольшой дворик трапециевидной формы, по которому ведёт путь к въезду во двор мужского монастыря.
Ансамбль начал формироваться в начале XVI века и в целом сложился в XIX веке. Основанные как православные, храм и монастырь в 1608—1827 годах принадлежали греко-католическому монашескому ордену Святого Василия Великого (по другим сведениям, базилиане были удалены в 1821 году).
Ансамбль зданий монастыря, включающий храм Пресвятой Троицы, колокольню, здания мужского и женского монастырей, ворота и бурсу, является охраняемым государством объектом культурного наследия национального значения; код в Реестре культурных ценностей Литовской Республики 681.

## История

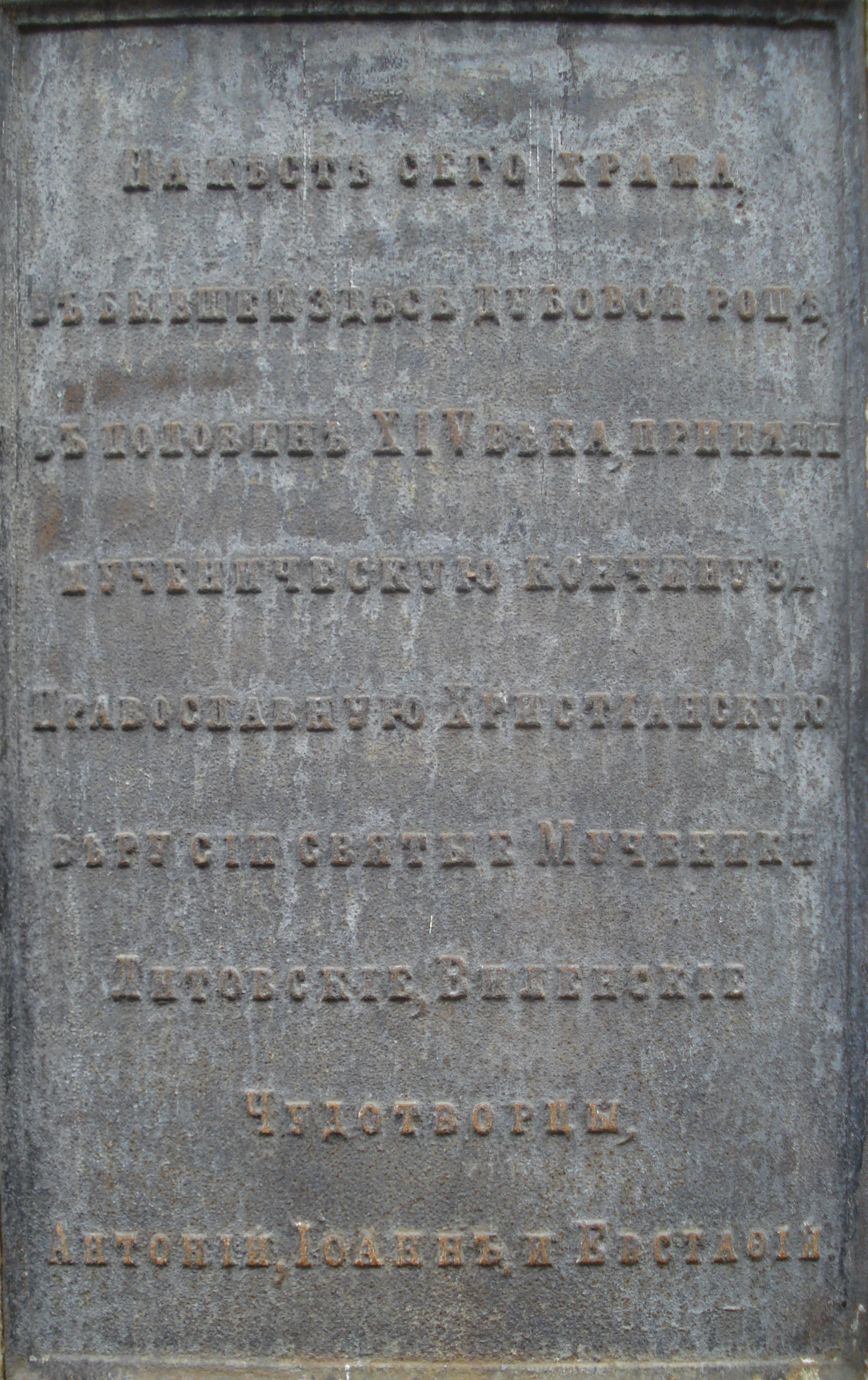
Металлическая мемориальная плита, гласящая, что на месте храма приняли мученическую смерть Антоний, Иоанн и Евстафий

По преданию, православный храм появился в дубовой роще уже XIV веке, спустя несколько лет после мученической казни виленских страстотерпцев Антония, Иоанна и Евстафия. На месте гибели мучеников собирались для молитвы христиане и соорудили здесь небольшую часовню. При содействии второй жены Ольгерда Иулиании на месте часовни была построена церковь во имя Святой Троицы, в которую были перенесены тела мучеников.

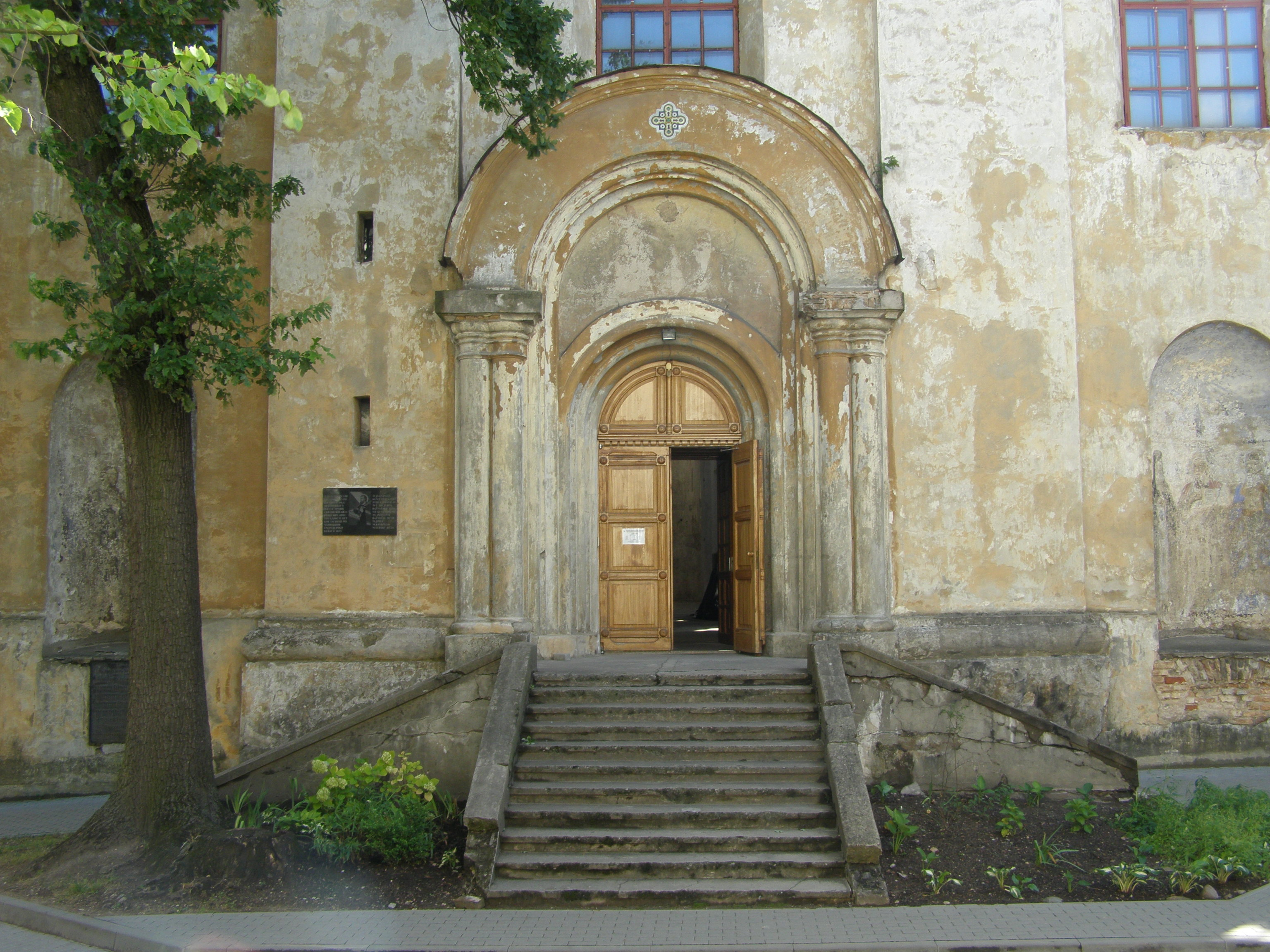
Главный вход

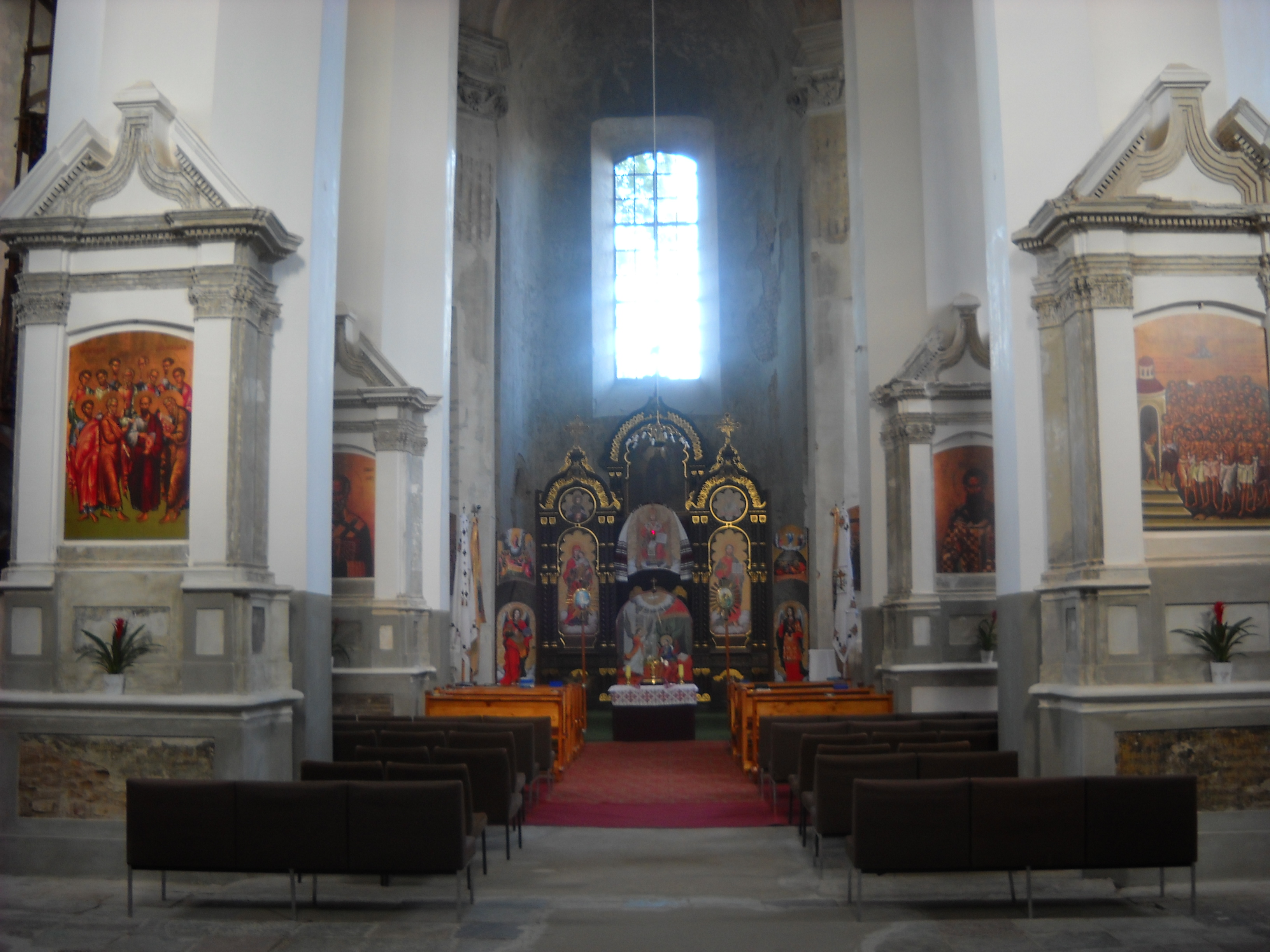
Интерьер храма

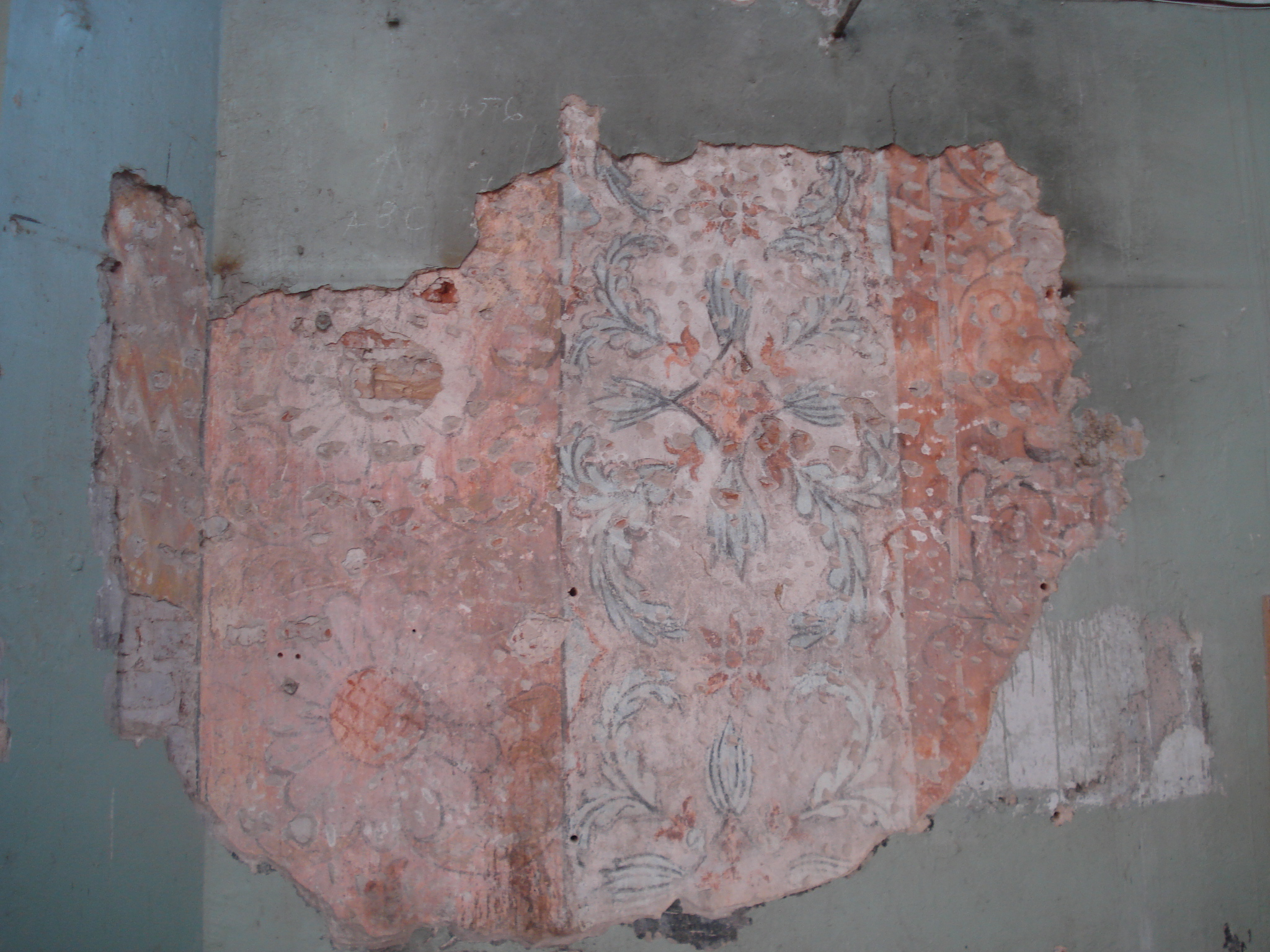
Остатки фресок

К началу XVI века деревянная Троицкая церковь пришла в упадок и представляла собой развалины. Король Сигизмунд I во внимание к заслугам великого гетмана литовского князя Константина Острожского и в благодарность за победу в битве под Оршей разрешил ему постройку в Вильне двух каменных церквей, в том числе Свято-Троицкой. Возведённая в 1514 году церковь была по форме готической, с контрфорсами, высокой крышей и треугольным фронтоном. Одновременно на средства Константина Острожского было возведено здание монастыря. Рядом с храмом была возведена высокая восьмиугольная колокольня.
Монашеская обитель при Троицкой церкви действовал уже по меньшей мере с конца XV века. Здания монастыря неоднократно перестраивались. В монастыре получили воспитание выдающиеся церковные деятели митрополит Киевский Макарий, пострадавший от татар священномученик; Иона II, полоцкий архиепископ и впоследствии литовский митрополит; литовский митрополит Сильвестр Белькевич и другие. Монастырь как первая в Вильне христианская обитель пользовался особыми преимуществами. После разделения Русской митрополии на Киевскую и Московскую монастырь подчинялся вселенским патриархам, а его настоятели возводились в сан митрополита.
С 1584 года при Свято-Троицком монастыре действовало виленское православное братство, объединявшее православных жителей города разных сословий для защиты и распространения православия. При монастыре около 1585 года были основаны духовное училище, составившее конкуренцию иезуитской коллегии, и типография. В типографии в 1596 году был отпечатан первый восточнославянский букварь со словарём «Наука ку читаню, и розумѣню писма словенского: ту тыж о святой Тройци, и о въчловеченіи Господни» Лаврентия Зизания. Посетив в 1588 году Вильну, константинопольский патриарх Иеремия благословил православное братство.
В конце XVI или в начале XVII века внутренние стены церкви были оштукатурены и расписаны.

### Базилианские монастырь и церковь

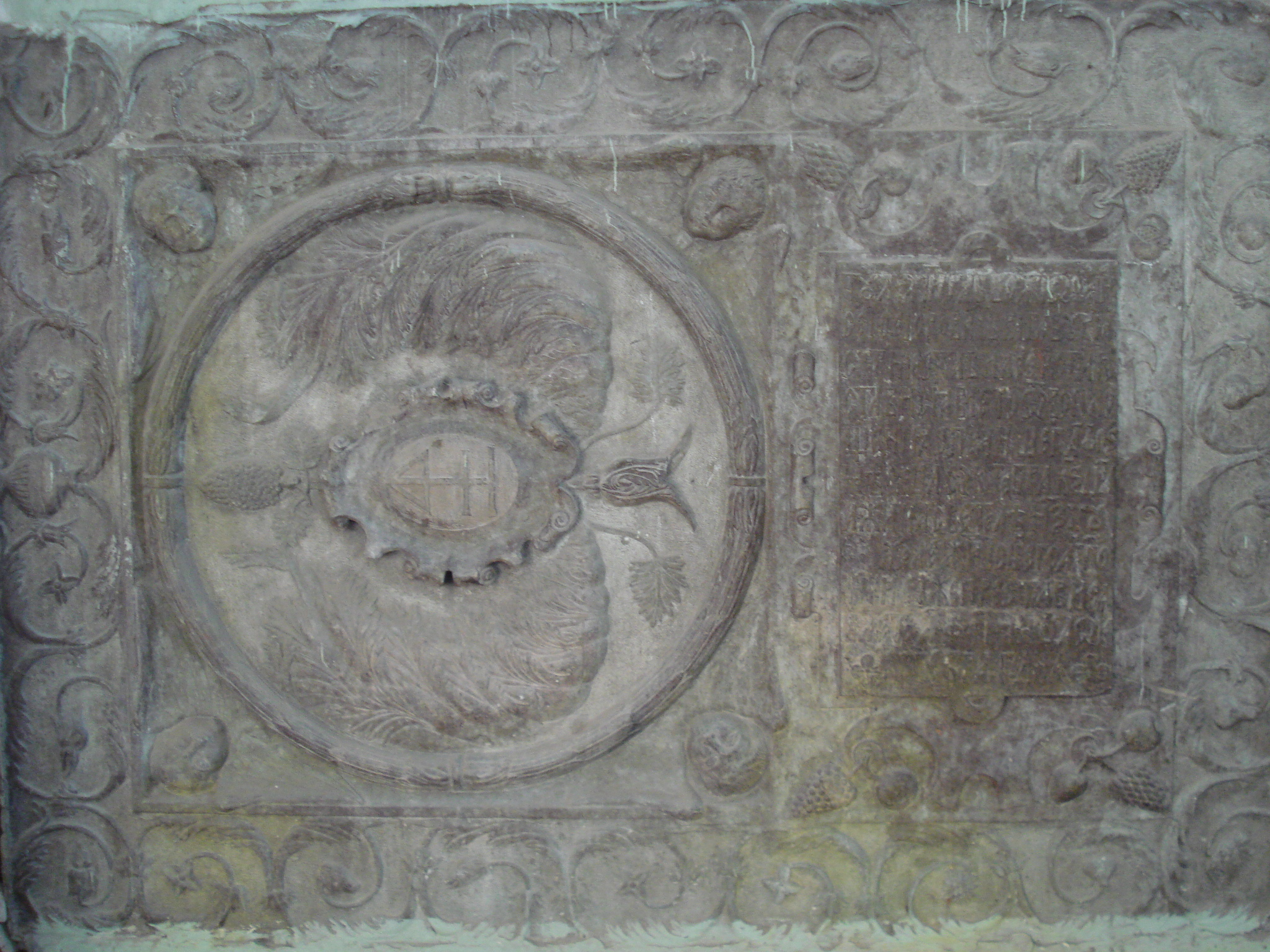
Эпитафия бурмистра Браги (XVI век)

Уже в 1601 году в Вильне митрополит Киевский, Галицкий и всея Руси Ипатий Потий основал при Троицком монастыре первую духовную семинарию Русской униатской церкви.
В 1608 году по указу короля Сигизмунда III монастырь был передан униатским монахам базилианам. Православное братство, училище и типография перешли в Свято-Духов монастырь. Туда же были перенесены мощи виленских мучеников.
В 1622 году Евстахий Корсак-Голубицкий пристроил к северному фасаду главного корпуса церкви часовню Святого Луки. В 1628 году на средства земского писаря Яна Коленды к южному фасаду, по левую сторону от входа в храм, была пристроена часовня Воздвижения Святого Креста. Ян Коленда в часовне устроил алтарь, а под ним склеп для себя и своих потомков, для чего пожертвовал на вечное поминовение 3000 злотых и свой дом в Вильне на Серейкишках.
В 1628 году к базилианам перешла бывшая печатня братьев Мамоничей. В базилианской типографии в XVII—XVIII веках было отпечатано около двухсот книг на разных языках, в том числе и на литовском (к 1839 году была напечатана 51 литовская книга). Во время восстания Якуба Ясинского в монастырской типографии печатались воззвания повстанцев. В 1839 году типография была ликвидирована.
Около 1670 года церковь ремонтировалась. Монастырь и церковь пострадали в 1706 году при сильном пожаре, истребившем большую часть города. В восстановленной церкви помимо главного алтаря было устроено шесть новых — алтарь Святого Креста, Святого Василия Великого, Божией Матери, Иосафата (Кунцевича), Святого Николая и Святого Онуфрия. Перед главным алтарем был устроен съёмный иконостас, чтобы его можно было снять, когда в праздничные дни приглашалось служить римско-католическое духовенство. После пожаров 1706 и 1728 годов восстанавливался купол храма.
В часовне по правую сторону от входа в богатом мраморном саркофаге был погребён строитель Ян Скумин Тышкевич со своею супругой Барбарой, урожденной Нарушевич. Об этом свидетельствует надпись на плите в стене. Ян Тышкевич был ревностным распространителем унии и защитником базилианскаго ордена, опекал монастырь и при жизни приготовил в Троицкой церкви склеп для своего погребения и построил над ним часовню Благовещения Пресвятой Богородицы. После его смерти в 1747 году он вместе с женой и сыном был торжественно погребён в этой часовне. Его дочь Евгения-Екатерина, вышедшая замуж за коронного конюшего Корибут-Вишневецкого, записала монастырю 15000 польских злотых с тем, чтобы ежедневно отправлялась заупокойная обедня.

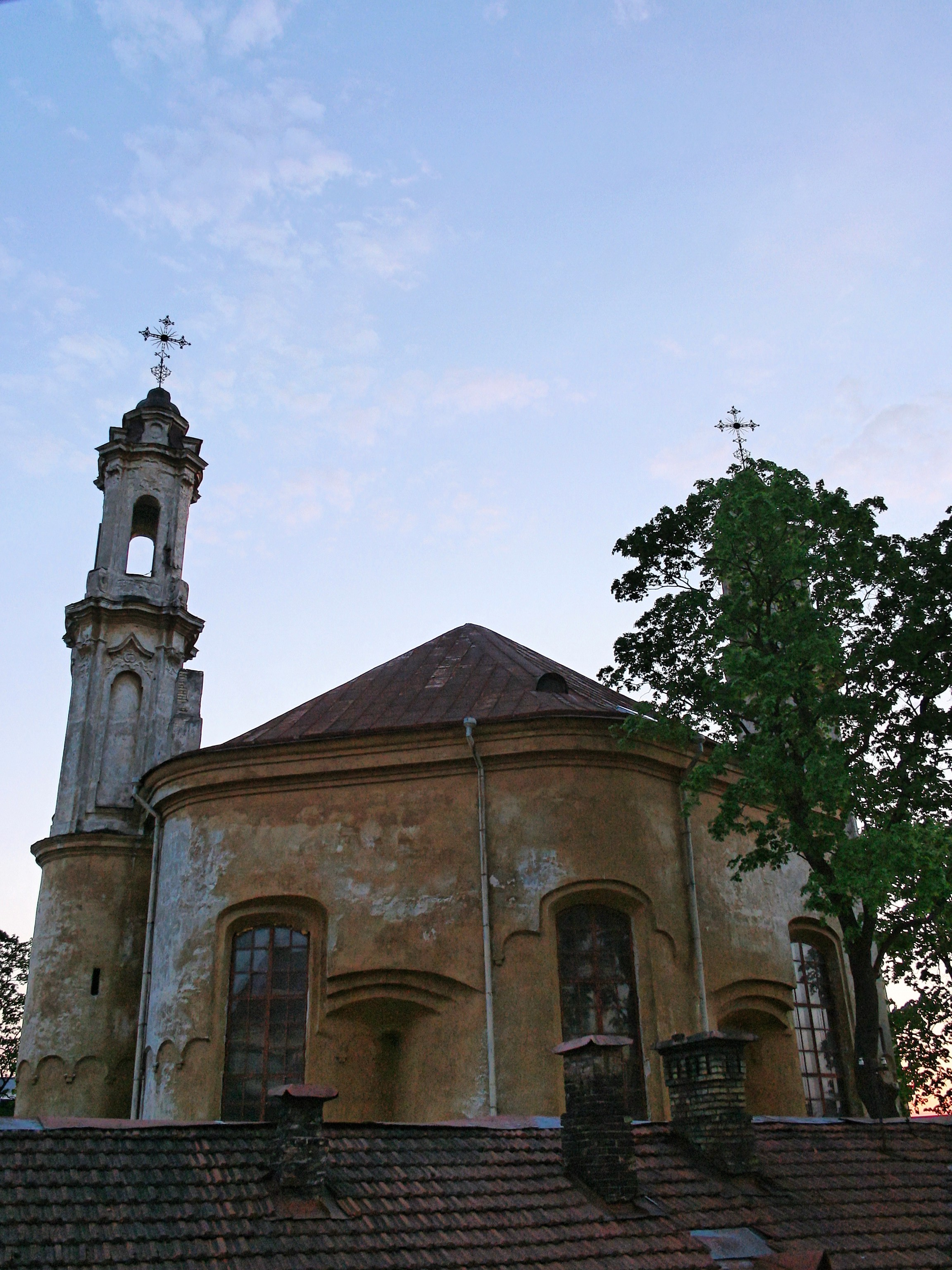
Восточный фасад

Здание монастыря и храма перестраивались после пожаров 1748 и 1760 годов. В 1761 году была проведена барочная реконструкция храма под руководством Иоганна Кристофа Глаубица. После этого архитектурный облик храма утратил готические черты и приобрёл барочные; по углам западного и восточного фасадов были возведены башенки (сохранилась только их пара у восточного фасада).
При Свято-Троицком монастыре с XVI века действовал женский монастырь. Монастырь занял здание, в 1609 году перестроенное из трёх соседних готических домов. На средства князей Сапег в 1630 году здание было расширено. Позднее к нему были пристроены два флигеля. Настоятельницей монастыря была дочь Павла Сапеги Екатерина. При женском монастыре находилась небольшая библиотека из книг на польском языке. Женская обитель находилась рядом с мужской, от которой отделялась сначала деревянною оградою, затем каменной стеной, построенной в 1777 году. Помещение монахинь находилось по правую сторону от входа в Троицкий монастырь. Своей церкви в женском монастыре не было, и монахини ходили в Свято-Троицкую церковь через калитку, проделанную у первых ворот. Монахиням женской обители была отдана часовня Воздвижения Святого Креста, пристроенная к церкви по левую сторону от входа. В часовню из женского монастыря вела особая закрытая галерея. Около 1784 года она была разрушена; в 1792 году была построена новая деревянная галерея через колокольню, которая вела в часовню Воздвижения Святого Креста. Тогда же были увеличены окна церкви.
Храм ремонтировался в 1820 году под руководством архитектора Жозефа Пусье.

### Православные храм и семинария

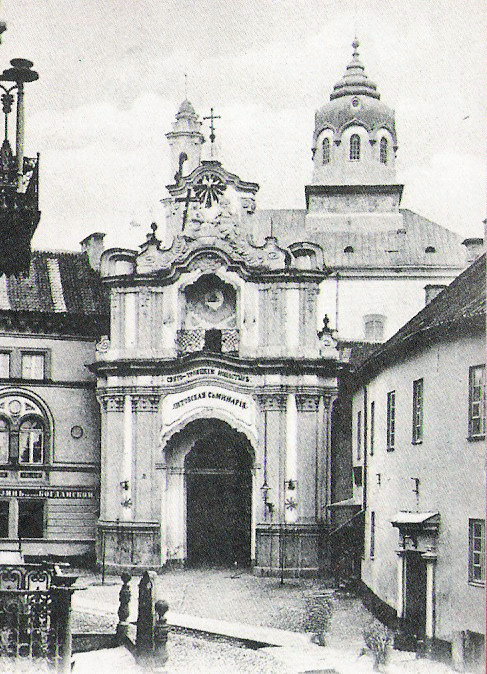
Ворота и купол церкви в конце XIX века

Около 1826 года настоятельница женской обители Дамасцена Важинская открыла при монастыре пансион для девиц. Обучением занимались монахини, гувернантки, а также светские учителя, обучавшие воспитанниц пансиона музыке и танцам.
В 1841 году (по другим сведениям в 1842 году) женский монастырь был упразднён, его помещения и движимое имущество перешли в собственность Кафедрального православного собора. В принадлежавших женской обители помещениях впоследствии были устроены жилые квартиры.
Троицкий монастырь по предложению Иосифа (Семашко), тогда униатского епископа, впоследствии православного литовского митрополита, был перечислен в третьеклассный (по штату 1842 года ему полагались один настоятель-архимандрит, пять иеромонахов, один монах и четыре послушника), а освободившиеся здания, принадлежавшие прежде монастырю, были отданы под православную духовную семинарию.
Семинария была переведена в Вильну из местечка Жировицы Гродненской губернии в 1845 году. Для приспособления зданий под семинарию по распоряжению митрополита Иосифа (Семашко) были произведены капитальная переделка и необходимые постройки. В 1851—1852 годах реконструировалась часовня Скуминов (часовня Благовещения Пресвятой Богородицы) по проекту архитектора Михаила Прозорова. В ней была устроена церковь во имя Святого Иоанна Богослова.
Генерал-губернатор М. Н. Муравьёв, ревниво следивший за восстановлением в крае древних православных святынь, выделил на оборудование семинарских зданий 60 тысяч рублей. При Муравьёве была заново перекрыта железом крыша церкви. В 1867 году здание монастыря реконструировалось, при этом разбирались разделяющие прежние кельи стены, чтоб получились просторные классные помещения. В 1869 году монастырь был окончательно упразднён. Во второй половине XIX века была пристроена круглая башня с юго-западной стороны монастырского ансамбля.
В 1869 году Осип Тышкевич предоставил виленскому генерал-губернатору 3 000 руб. серебром на обновления церкви Свято-Троицкого монастыря в Вильне, прося употребить это пожертвование на окончание производящихся работ по обновлению этого древнего храма, под сводами коего покоится прах предков графа Тышкевича.
По проекту Николая Чагина в 1869 году были надстроены башенки главного западного фасада, возведён новый восточный фронтон церкви, сооружён деревянный купол с расписанными окнами (разобранный в начале XX века); здание приобрело черты архитектуры историзма.
На пилонах, поддерживавших купол, были развешаны изображения святых. Деревянный иконостас Троицкой церкви был простым, окрашенным масляной краской и местами отделанным позолотою. Икона Спасителя у царских врат была заключена в массивную серебряную ризу. В церкви имелись иконы кисти академика И. Ф. Хруцкого, сына униатского священника, и иконы Святого Онуфрия, Святых Апостолов Петра и Павла и другие, исполненные художником Ф. Смуглевичем. Иконы были вывезены в 1915 году, с приближением немецких войск к городу, вглубь России.

### XX век

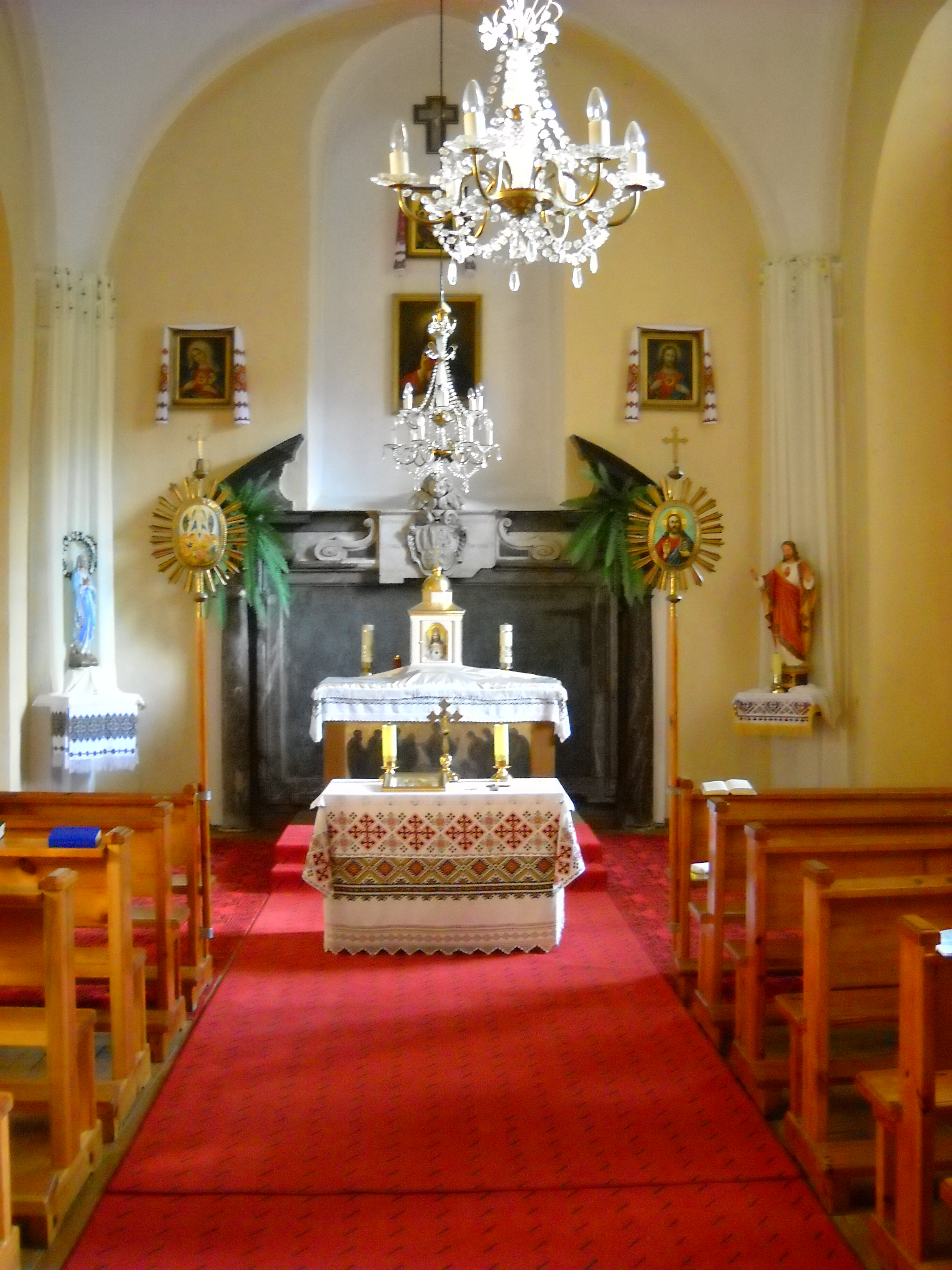
Реставрированная часовня Святой Троицы

После Первой мировой войны в 1919 году храм был передан католикам. Несколько лет продолжался спор о правах собственности на здания монастыря между светскими польскими властями и православной консисторией. В 1927 году по судебному решению здания перешли в собственность государства. Однако часть здания бывшего базилианского властями была оставлена в пользование православной духовной семинарии.
В другой части с 1919 года располагались Белорусская гимназия, белорусский сиротский приют, Белорусское научное общество; с 1921 года также белорусский Историко-этнографический музей имени Ивана Луцкевича. В 1939 году Белорусское научное общество было ликвидировано, музей продолжал действовать до 1943 года, когда по требованию немецких властей помещение было освобождено для госпиталя, а экспонаты вывезены в помещения отделения изящных искусств Университета Стефана Батория рядом с костёлом Святой Анны.
В 1940 году храм был закрыт. В 1946—1960 годах монастырские здания занимал Вильнюсский педагогический институт, в 1964—1969 годах здесь работал Вильнюсский филиал Каунасского политехнического института. С 1969 года здания церкви и монастыря принадлежали Вильнюсскому инженерно-строительному институту.
В 1991 году храм был передан греко-католической общине. С тех пор в храме ведётся ремонт. В 1994 году церковь отошла к монахам базилианам. Монахи занимают также незначительную часть помещений бывшего монастыря. Частью помещений пользовался Вильнюсский технический университет им. Гядиминаса. С 2008 года в части зданий монастыря располагается отель и ресторан «У базилиан» („Pas Bazilijonus”).
Трёхэтажное здание бывшего монастыря сохраняет черты барокко и классицизма. К западному фасаду западного корпуса пристроен двухэтажный флигель и трёхэтажная круглая башня. Фасад украшен дорическими пилястрами, между которыми размещены прямоугольные окна. Две колонны поддерживают деревянный фронтон над входом у восточного фасада западного корпуса. У этого входа в 1992 году на здании монастыря, в котором действовала Белорусская гимназия, были открыты две мемориальные таблицы — в память поэтессы Натальи Арсеньевой, которая здесь училась в 1921—1921 годах, и учителя, классика белорусской литературы Максима Горецкого. Открытая в 2005 году мемориальная таблица в память белорусского священника Адама Станкевича, одного из учредителей Белорусской гимназии и сиротского приюта, была украдена.

## Келья Конрада

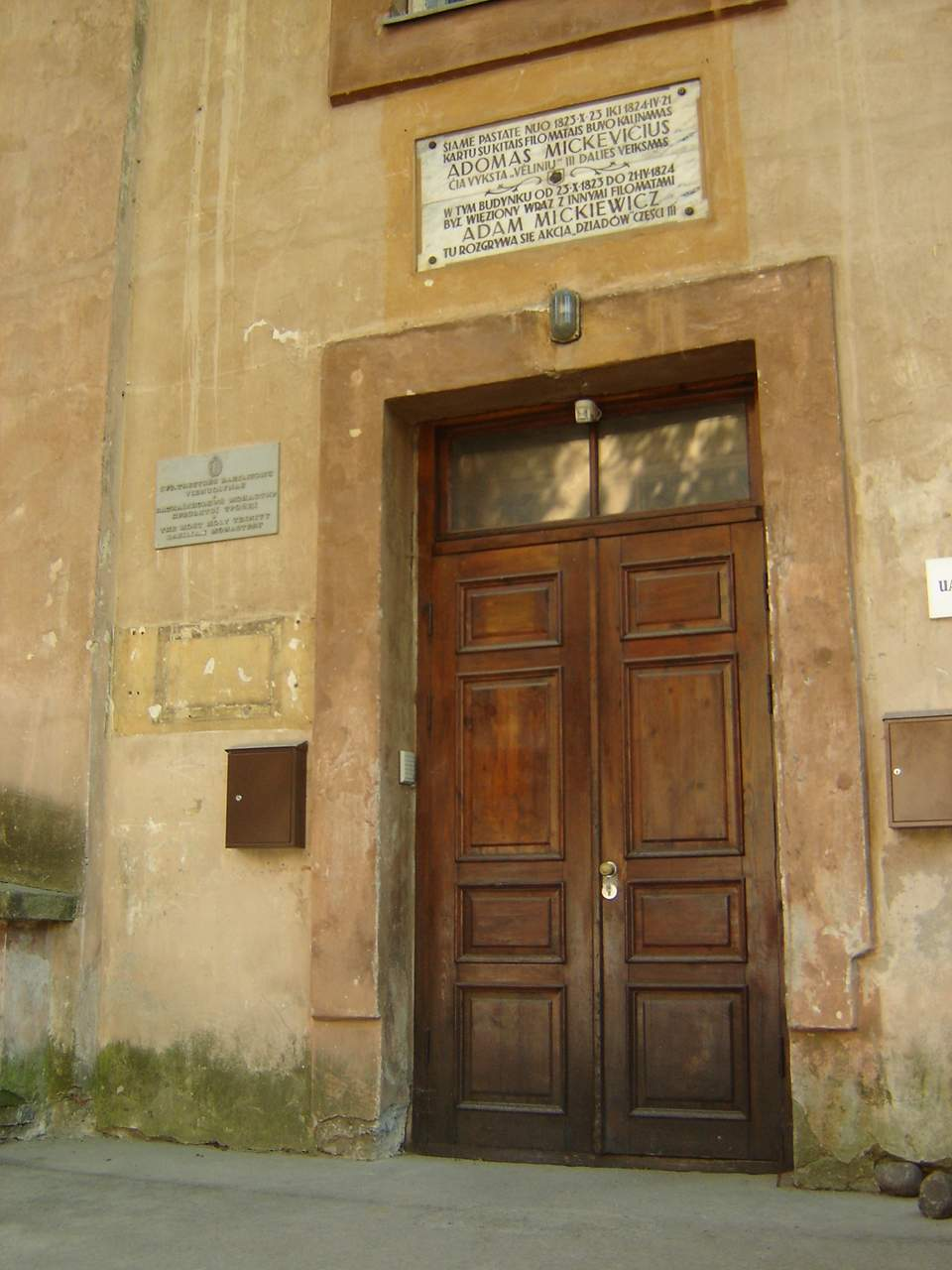
Двери в часть бывшего монастыря, где располагалась тюрьма (2005)

В начале XIX века в южном крыле монастыря была устроена тюрьма. Здесь в 1823—1824 годах содержались арестованные по делу филоматов, среди которых были Адам Мицкевич, Игнацы Домейко, Александр Ходзько. Подкупив стражников, заключённые по ночам встречались в келье, в которой содержался Мицкевич. Эта келья получила название «кельи Конрада»: в III части драматической поэмы Мицкевича «Дзяды» её главный герой, носящий автобиографические черты, в такой келье ведёт спор с Богом и сатаной и переживает духовное перерождения, превращаясь из Густава в Конрада. Позднее в помещениях бывшего монастыря содержались также участники восстания 1831 года, ещё позднее в 1838—1839 годах здесь пребывал в заключении Шимон Конарский, откуда он и был препровождён к месту казни.
В 1920-х годах место кельи Конрада в восточном конце южного корпуса установил историк архитектуры Юлиуш Клос. Это помещение не сохранило своего прежнего вида: стена кельи Конрада в 1867 году была разобрана и соединена с соседним помещением, где в советское время располагалась библиотека Вильнюсского инженерно-строительного института. После перехода здания базилианского монастыря в 1927 году в собственность государства из той части здания, где находилась келья Конрада, были выселена православная духовная семинария. В 1929 году был проведён необходимый ремонт, вернувший келье прежний вид. В её стену была вмурована мемориальная мраморная таблица с текстом на латинском языке, который в «Дзядах» Густав написал на колонне, поддерживающей тюремные своды:

Богу Наилучшему, Величайшему. Густав умер в 1823 г., в первый день ноября; здесь родился Конрад в 1823 г., в первый день ноября
Оригинальный текст (лат.)D. O. M. Gustavus obiit MDCCCXXIII calendis Novembris. Hic natus est Conradus MDCCCXXIII calendis Novembris

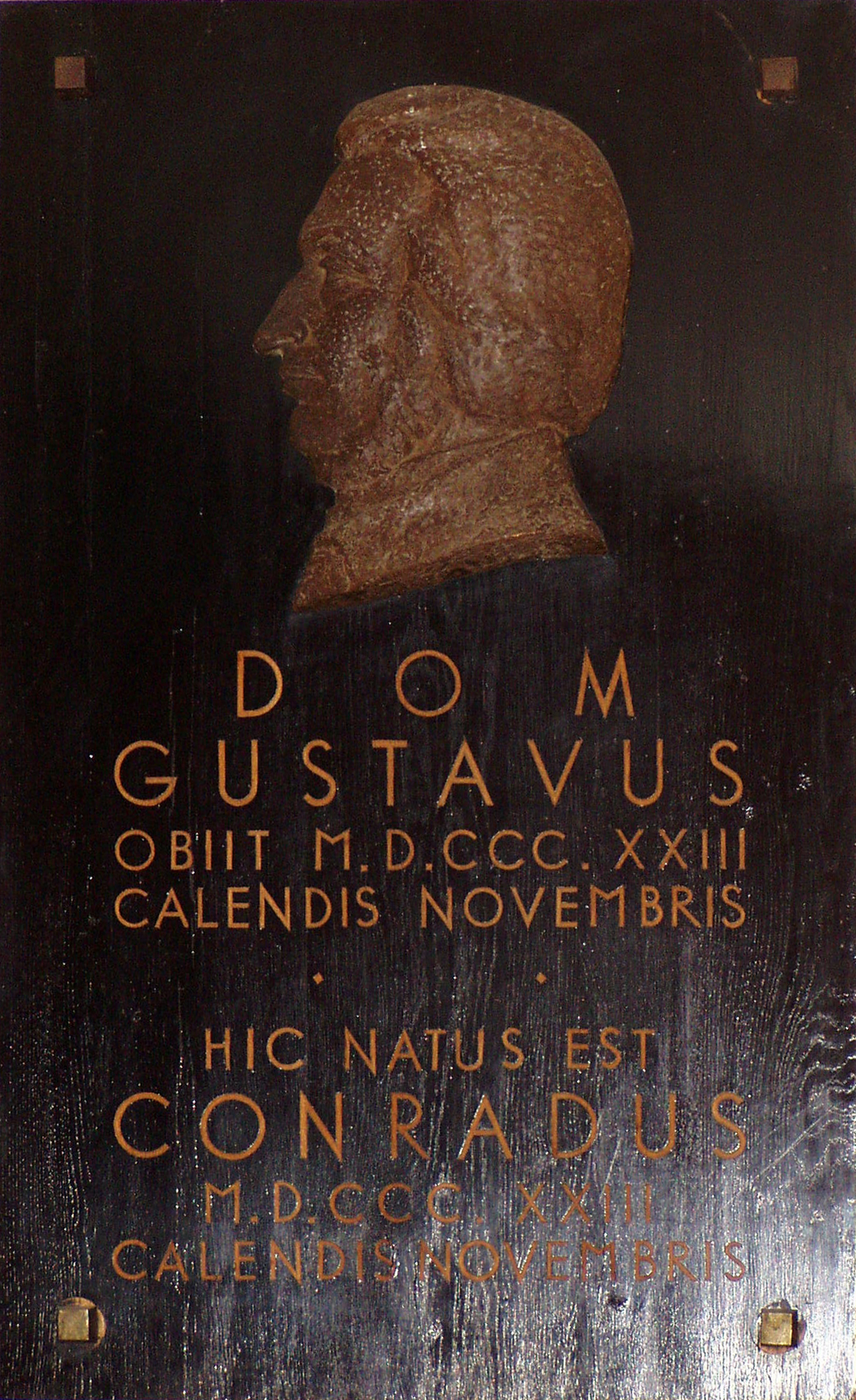
Копия мемориальной таблицы довоенной кельи Конрада

Помещение было передано Союзу польских писателей Вильно. Здесь же разместилось Польское общество краеведения. В келье Конрада устраивались литературные вечера.

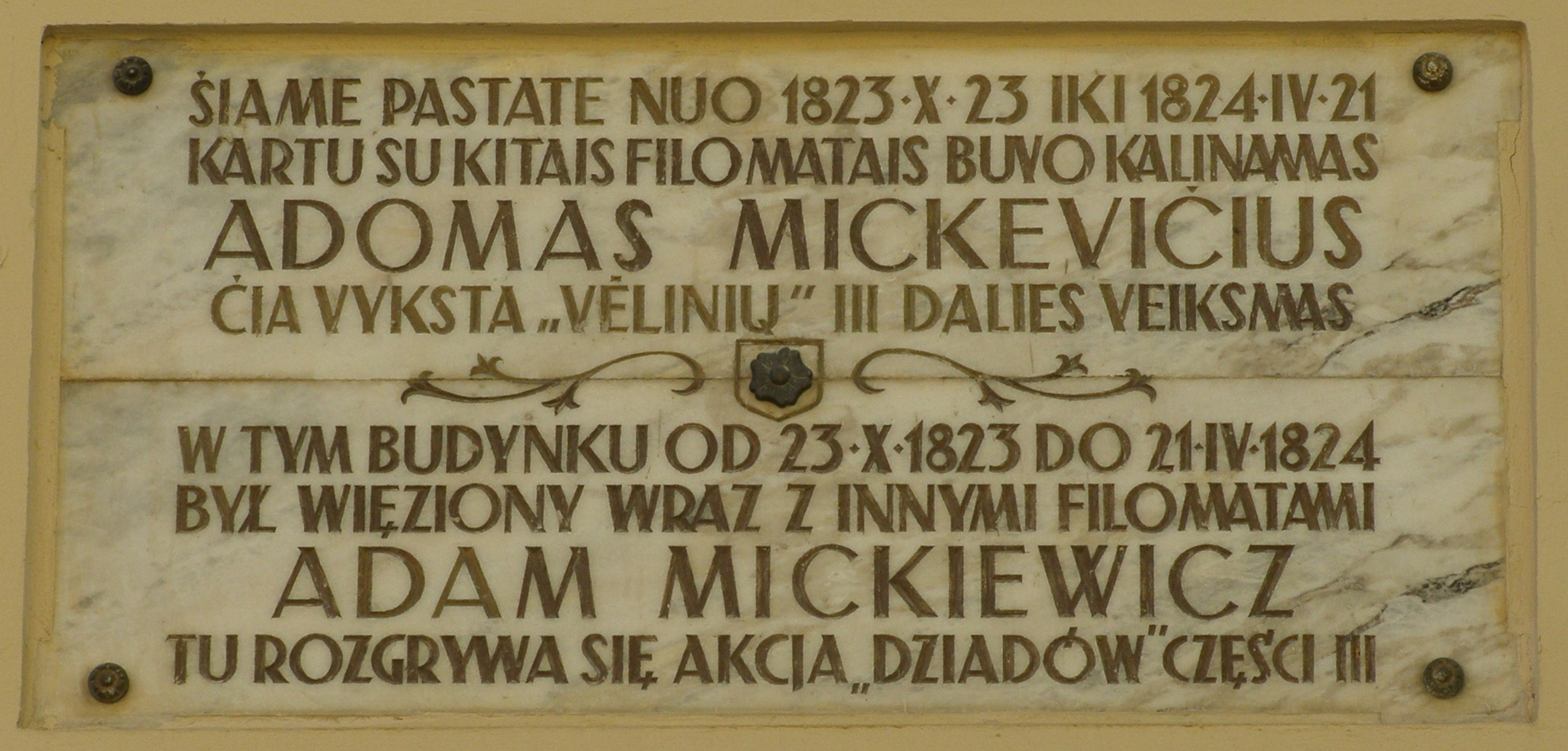
Мемориальная таблица над входом в здание (до открытия отеля)

В послевоенные годы над входом в монастырское здание была установлена мемориальная таблица, затем в 1970 году её сменила другая таблица в память о том, что в этом здании содержались в заключении Мицкевич и другие филоматы и здесь разыгрывалось действие «Дзядов».
В 1990-х годах предпринимались попытки возродить традицию «литературных сред» в келье Конрада. В первой возобновлённой «литературной среде» в 1992 году участвовал Чеслав Милош. Некоторое время помещения вместе с кельей Конрада арендовала немецкая компьютерная фирма, затем эта часть здания монастыря была передана монахам базилианам.
В 2008 году в монастырском здании после ремонтных работ был открыт отель «У базилиан» („Pas Bazilijonus”). В келье Конрада был устроен гостиничный номер. Копия довоенной мемориальной таблицы «для удобства постояльцев», как объяснял совладелец отеля, была перемещена в коридор. Сама келья Конрада была перенесена в пристройку, заново отстроенную между зданием монастыря и церковью на месте снесённой в XIX веке пристройки. В мае 2009 года состоялось открытие экспозиции «Келья Конрада» (автор Йоланта Поль из Литературного музея им. А. Мицкевича в Варшаве), изображающая место заключения Адама Мицкевича. Часть польской общественности расценила уничтожение подлинной, хотя и реставрированной кельи Конрада как вандализм, а новую «келью Конрада» — как профанацию.

## Архитектура и убранство церкви

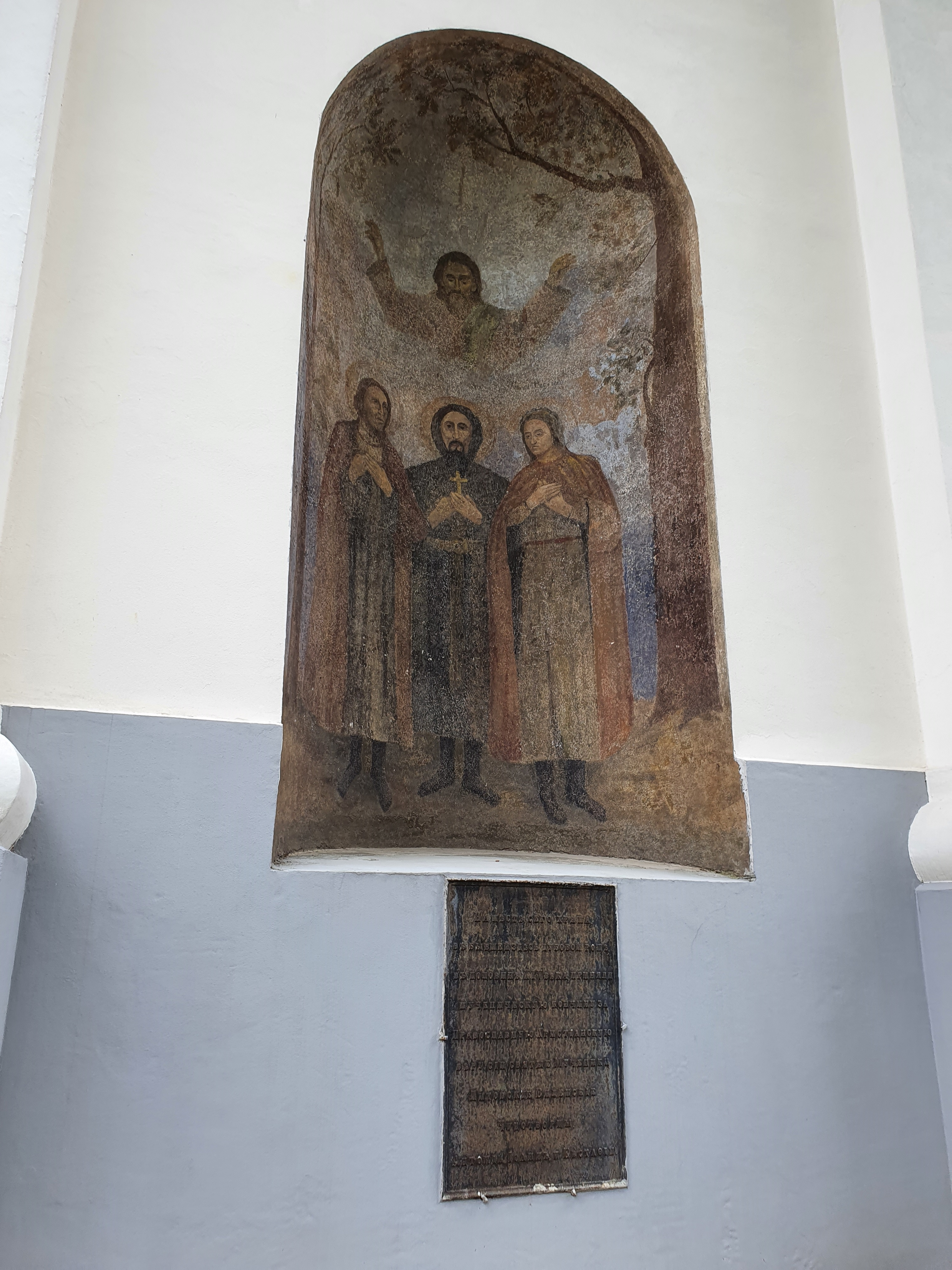
Западный фасад. Деталь

Здание церкви сохранило черты архитектуры готики, барокко и русско-византийского стиля. Основное здание храма в плане прямоугольное.
Главный западный фасад симметричен. По углам возвышаются небольшие восьмиугольные башенки, в центре между ними фронтон в виде вытянутой арки, соединённый с башенками парапетом. Плоскость фасада членится пилястрами и окнами. Вход подчёркнут ступенями и полукруглой аркой портала. В нише в стене храма, слева от главного входа у западного фасада, изображены святые виленские мученики Антоний, Иоанн и Евстафий. Под нишей находится металлическая мемориальная таблица. Рядом с входом имеется мемориальная таблица в память Иосафата (Кунцевича).

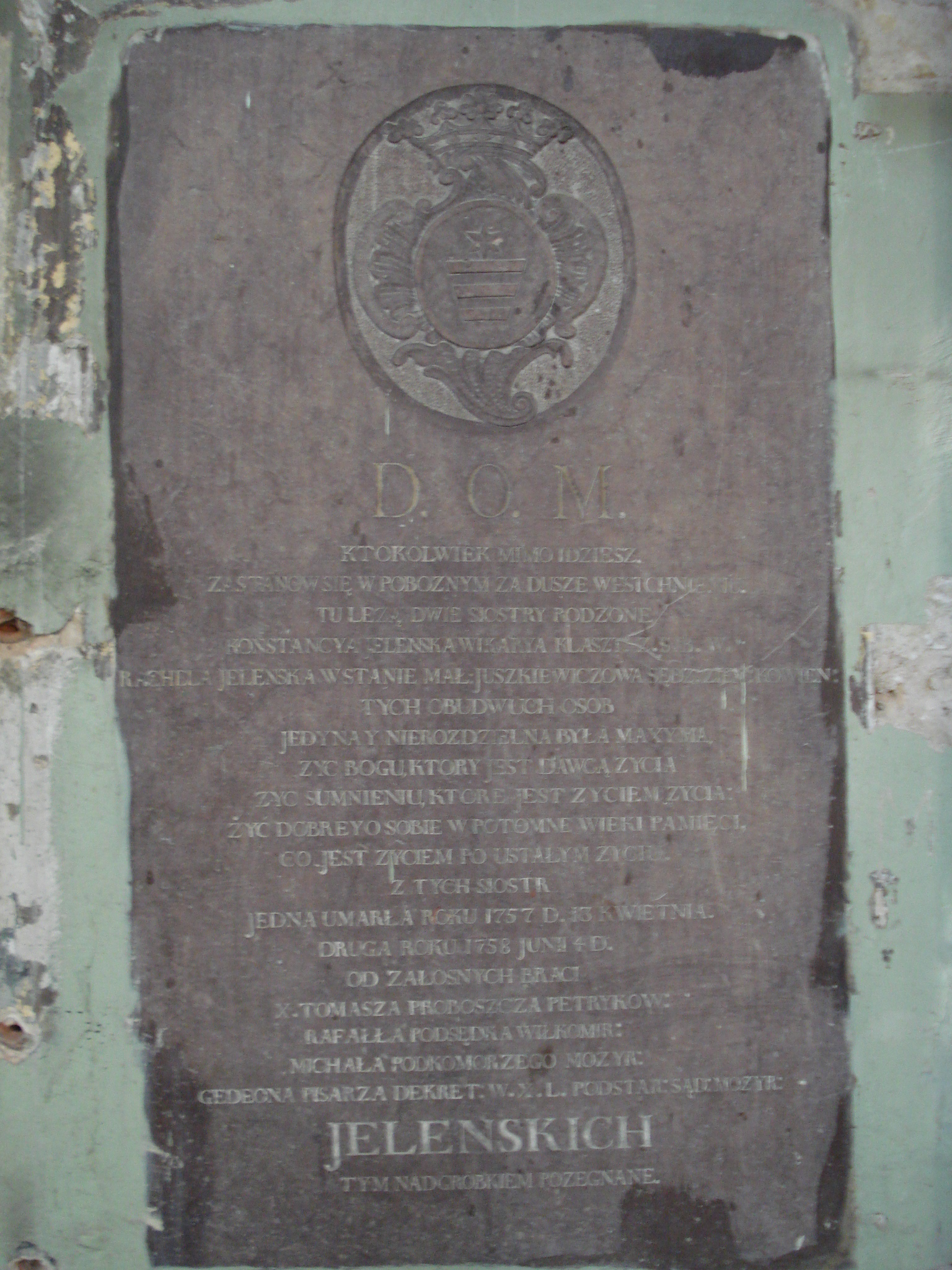
Эпитафия сестёр Еленских

У заднего восточного фасада имеются три массивные апсиды, со значительно выступающей средней, и две вытянутые башенки колоколен в стиле позднего барокко. Башенки с волютами и лепниной в плане овальные, двухъярусные, каждый ярус украшен четырьмя парами пилястров. Башенки увенчаны шлемами в виде колоколов с глухими имитациями чердачных окошек.
У северного фасада церкви, по правую сторону от входа, расположена часовня Святого Луки, у южного фасада с левой стороны от входа — часовня Воздвижения Святого Креста с примыкающей к ней часовней Скуминов с криптой, с куполом и стенами, украшенными нишами и пилястрами.
Башенки храма украшают две пары массивных крестов (одна пара одинаковых крестов у главного фасада, другая — у восточного) XIX века с чертами барокко и народного искусства. Невысокая четырёхскатная крыша крыта жестью. Массивные стены готической кладки, скрытой под штукатуркой, сохранили следы контрфорсов.
Вместительное пространство храма четырьмя парами пилонов, поддерживающих купол, членится на три нефа почти одинаковой площади. Массивные восьмигранные пилоны увенчаны стукковыми капителями. Стены и своды оштукатурены и побелены; под слоем мела и штукатурки сохранились следы фресок. В церкви сохранились алтарь и орган, по своим формам в стиле классицизма.
В южной стене церкви на высоте примерно одного метра от пола вделана надгробная металлическая рельефная плита (размером 1,55 м х 2,25 м) конца XVI века. Плита состоит из двух частей: в левой части располагается гербовый картуш, окружённый лавровым венком, листьями аканта и головками ангелов, справа — обрамленная орнаментом кириллическая эпитафия:

Ту лежит раб Божий Офанасий Федорович Брага, бурмистр места Виленскаго. Преставился в лето от воплощения Спаса нашего 1576 г. месяца Октября в 5 день, а жил на свете лет 57. Ту лежит и сын его Антоний, тоже преставился в лето 1580 месяца Октября 3 дня.

В противоположную северную стену вделана другая плита. На ней по-польски написано, что здесь погребены сестры Еленские, умершие в 1757 и 1758 годах.

## Ворота

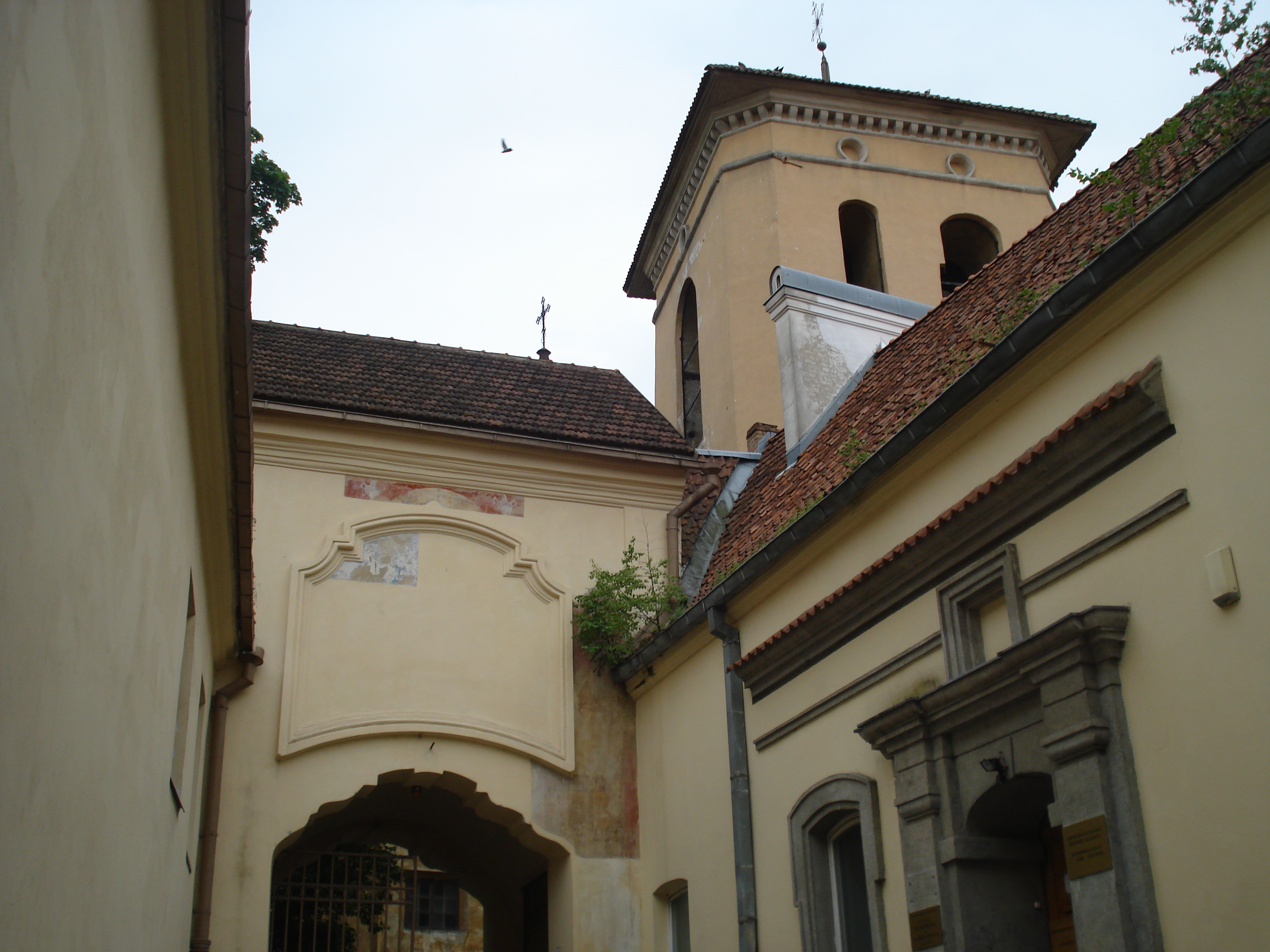
Второй проезд ворот в монастырский двор

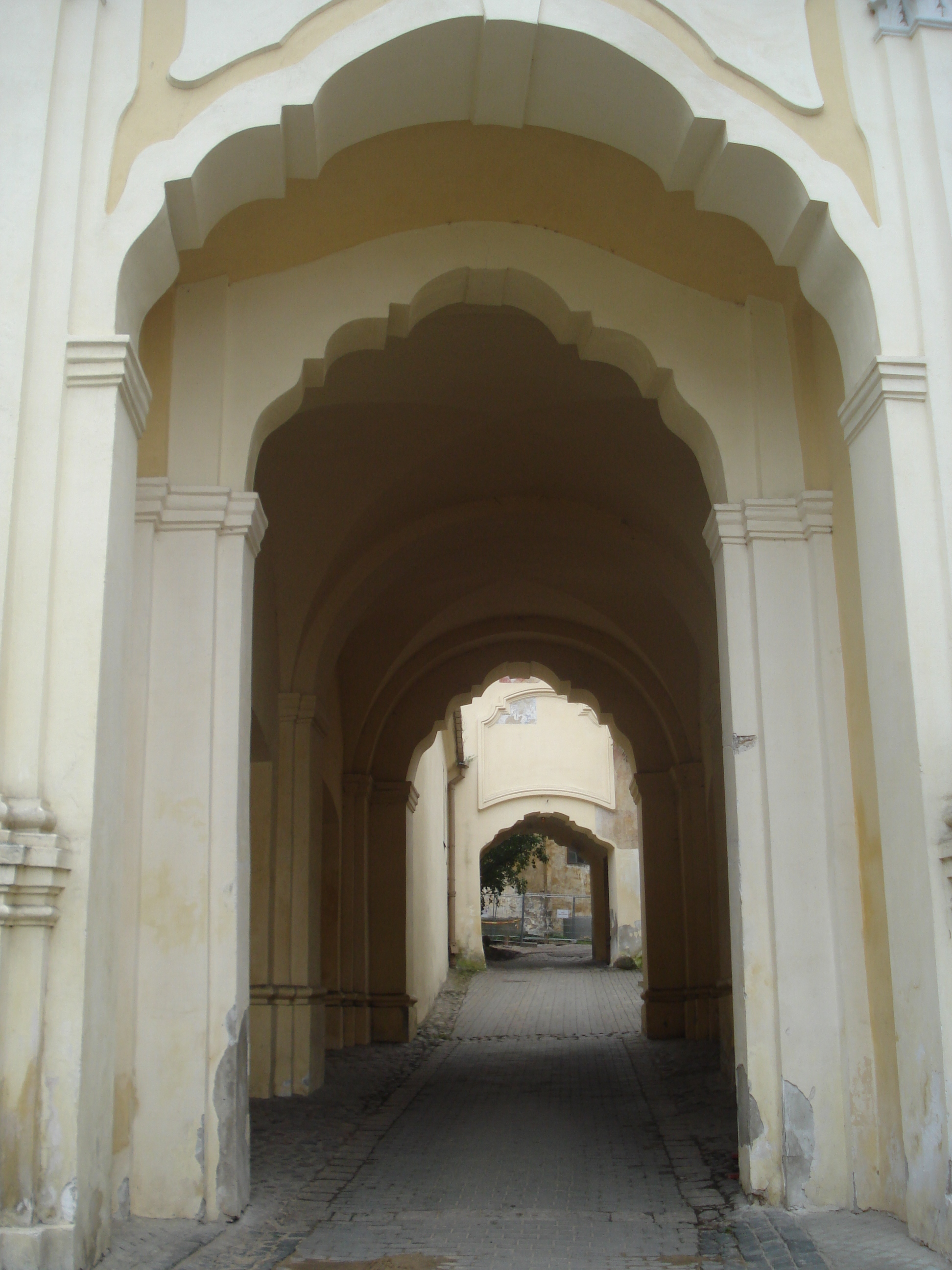
Анфилада арочных проёмов

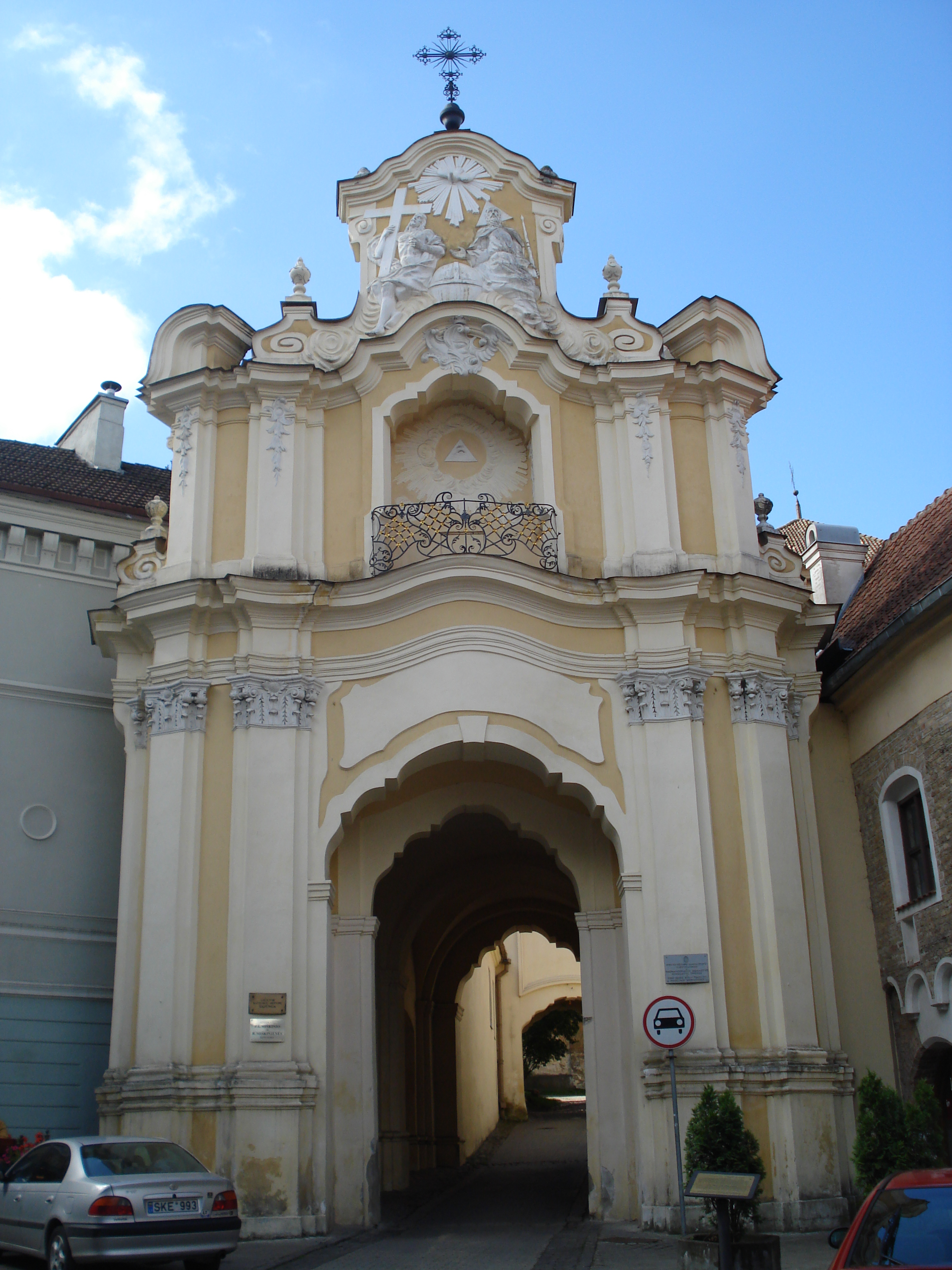
Ворота

Ворота, ведущие с улицы во двор бывшего монастыря, представляют собой выдающееся произведение архитектуры в стиле позднего барокко, образец виленской школы позднего барокко, граничащего с рококо. Ворота шириной 10,8 м и высотой 17,5 м относятся к крупнейшим в Литве.
Монументальный трёхъярусный арочный проезд сооружён архитектором Иоганном Кристофом Глаубицем в 1761 году. Пышный волнистый фасад ворот украшает сложная композиция пилястров и антаблементов волнистого профиля, членящих плоскости стен. Два волнистых антаблемента с извилистыми карнизами делят фасад на три яруса. В нижнем ярусе располагаются профилированные арочные проёмы. По бокам на пьедесталах стоят пилястры с коринфскими капителями, по три с каждой стороны.
В центре второго яруса расположен балкон, украшенный металлической решёткой с изысканным кованым орнаментом (XVIII век). За решёткой находится ниша с рельефом, изображающим Всевидящее Око. По краям второго яруса располагаются пилястры, декорированные лепниной с растительными мотивами. На углах высятся волюты с декоративными вазочками или подсвечниками.
На фронтоне, образующем третий ярус, расположена барельефная композиция в «Святая Троица и шар земной». Фронтон завершают волюты по углам и изогнутый карниз. Арочный проезд перекрыт крестовым сводом. Над ним располагается довольно обширное крытое помещение с балконом.
В старину на этом балконе помещался оркестр базилианского монастыря для встречи религиозных процессий, которые устраивались по случаю церковных праздников и особенно в день Иосафата (Кунцевича).
В сентябре 2002 года в воротах была открыта мемориальная таблица в память Игнацы Домейко с барельефом (скульптор Валдас Бубялявичюс, архитектор Йонас Анушкявичюс).

## Колокольня

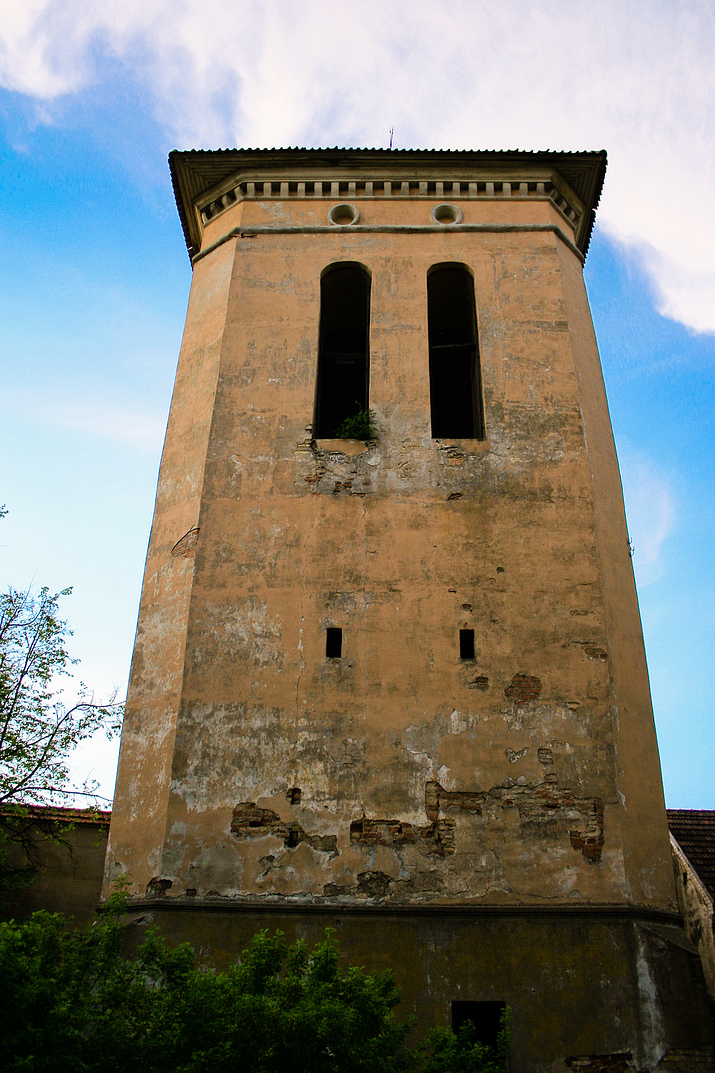
Колокольня

Массивная колокольня стоит в северной части большого монастырского двора, наискосок от главного фасада церкви, соприкасаясь с флигелем южного корпуса здания бывшего женского монастыря. Колокольня возведена в XVI веке по инициативе и на средства Константина Острожского. После пожара 1748 года колокольня была отремонтирована и покрыта новой кровлей. В XIX веке колокольню украсил новый классицистский карниз.
В плане колокольня почти квадратная (9,8 х 9,5 м), высотой в 22,5 м. Толстые стены (толщиной в 2,3 м) снаружи оштукатурены. Монументальные фасады сдержанных, лаконичных форм. В низком цокольном этаже располагаются небольшие окна прямоугольной формы. Второй высокий ярус со срезанными углами и высокими оконными проёмами с закруглёнными арками; над ними в фризе овальные ниши. Четырёхскатная крыша крыта черепицей.